# 尖叶酒饼簕
尖叶酒饼簕（学名：Atalantia acuminata）为芸香科酒饼簕属下的一个种。

## 扩展阅读
維基物種上的相關：尖叶酒饼簕